# Neuseeländische Alpen
Die Neuseeländischen Alpen, Südlichen Alpen oder oft auch Südalpen (englisch Southern Alps) genannt, auf Maori Kā Tiritiri o te Moana ‚Teiler des Meeres‘, sind ein junges Faltengebirge, das die Südinsel Neuseelands der Länge nach durchzieht. Der mittlere Kernbereich mit Höhen über 1500 Meter erstreckt sich über rund 360 Kilometer bei einer durchschnittlichen Breite von rund 50 Kilometern. Der höchste Berg ist der Aoraki/Mount Cook (Maori Aoraki ‚Wolkenstecher‘) mit 3724 m.
Die Neuseeländischen Alpen gleichen den europäischen Alpen in mehreren Punkten. So erreichen sie Höhen, wie sie in den Ostalpen vorkommen, und sind teilweise vergletschert. Ebenfalls bilden sich häufig markante Bergspitzen und gut unterscheidbare Gipfelformen heraus. Außerdem liegen sie in der kühlgemäßigten Klimazone und sind, aufgrund der geringen Bevölkerungsdichte Neuseelands, mit Wäldern überzogen. Auch die Geomorphologie ist ähnlich, obwohl die Hänge im Nordwesten jäh zur Küste hin abfallen.

## Geologie
Sie entstanden früher als die europäischen Alpen schon vor etwa 100 bis 150 Millionen Jahren. Alle Gipfel Neuseelands mit einer Höhe über 2900 Metern sind Teil der Südalpen, darunter 24 benannte Gipfel mit einer Höhe von über 3000 Metern.
Aufgrund ihrer Lage an der Plattengrenze zwischen Pazifischer und Australischer Platte befinden sich die Neuseeländischen Alpen noch in der sogenannten Hebungsphase. Durch die starke Erosion wird das Gebirge aber ebenso schnell wieder abgetragen.
Als Teil des Pazifischen Feuerringes gehören Vulkane und Erdbeben zum Oberflächenbild des Gebirgszuges.
Heiße Quellen liefern in einigen Gegenden Elektrizität und Wärme.

## Klima

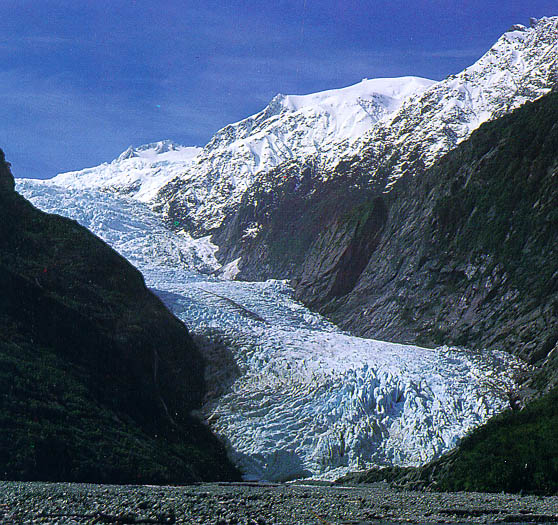
Franz-Josef-Gletscher

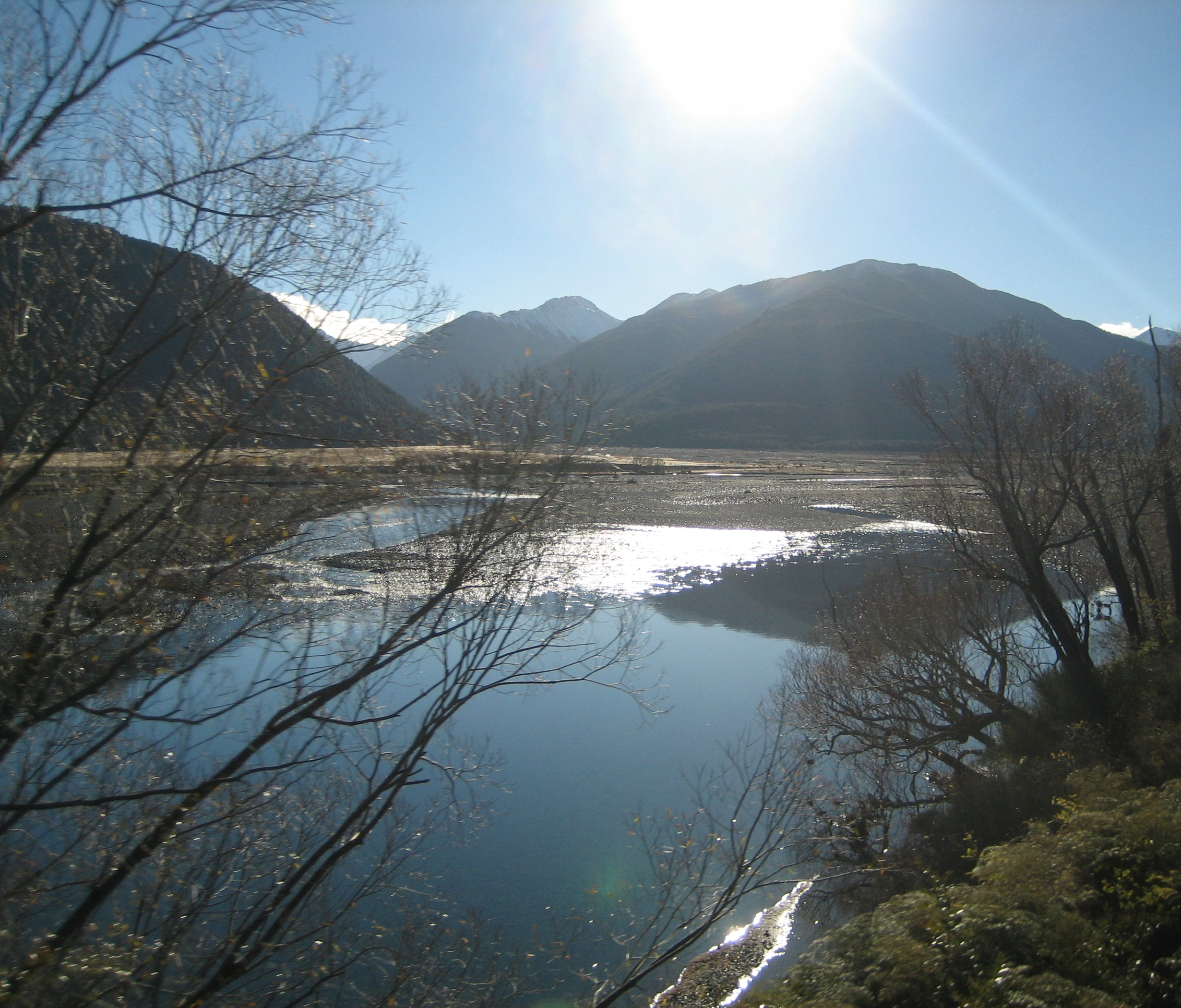
Blick aus dem TranzAlpine auf die neuseeländischen Alpen

Das Gebirge bildet eine markante Klimascheide zwischen der feuchtgemäßigten Nordwestküste und der in ihrem Windschatten steppenhaft trockenen Landschaft im Südosten der Insel.
Die vorherrschenden Westwinde verursachen ein Wetterphänomen, das als Nor'west arch (Nordwest-Bogen) bekannt ist. Die feuchte Luft, die über die Berge strömt, bildet einen Bogen aus Wolken am blauen Himmel. Dieses Wettermuster ist im Sommer häufig über Canterbury und im Norden von Otago sichtbar. Eine weitere Folge der Westwinde ist der Nor'wester, ein Föhnwind.

## Gletscher
Vom Southern Fiordland im Süden bis zu den Spenser Mountains im Norden sind die Neuseeländischen Alpen vergletschert.
Das Forschungsprojekt World Glacier Inventory (WGI), das alle Gletscher ab 1 ha Fläche inventarisiert, zählte um die Jahrtausendwende auf der Südinsel rund 3155 Gletscher, davon tragen nur 330 einen offiziellen Namen. Ihre Oberfläche addierte sich auf insgesamt 1159 km² bei einem geschätzten Eisvolumen von damals 53,3 km³. Auch auf Neuseeland findet eine ausgeprägte Gletscherschmelze statt. Zwischen 1978 und 2014 haben die neuseeländischen Gletscher insgesamt ca. 19,3 km³ Eisvolumen verloren (entsprechend 36 %). Das gesamte Eisvolumen betrug 2014 etwa 34,3 km³.
Neben zahlreichen kleineren Einzelgletschern existieren vier größere zusammenhängende Gletschergebiete im Umfeld von Aoraki/Mount Cook, Mount Aspiring, Mount Whitcombe und Mount Tutoko. Zu den bekanntesten Gletschern zählen der Franz-Josef- und der Fox-Gletscher an der Westküste. Aufgrund der hohen Fließgeschwindigkeit reichen ihre Gletscherzungen bis auf eine Meereshöhe von 300 Metern hinab. Eine weitere Besonderheit ist, dass diese Gletscher im unteren Teil von gemäßigtem Regenwald umgeben sind.
Der Franz-Josef-Gletscher wurde von Julius von Haast, einem deutschen Geologen, nach dem österreichischen Kaiser benannt. Er ist 12 Kilometer lang und etwa 800 m breit.
Der Fox-Gletscher ist nur 25 Kilometer vom Franz Josef Gletscher entfernt und mit einer Länge von 13,5 km etwas länger. Namensgeber war der Premierminister Sir William Fox.
Der längste Gletscher der Neuseeländischen Alpen ist der Tasman-Gletscher in der Nähe des Mount Cook mit einer derzeitigen Länge von 27 Kilometern. Er verkürzt sich jedoch derzeit zusehends, sodass schon große Teile im unteren Bereich nur noch apere Schuttfelder hinterlassen.

### Form und Lage der größten Gletscher

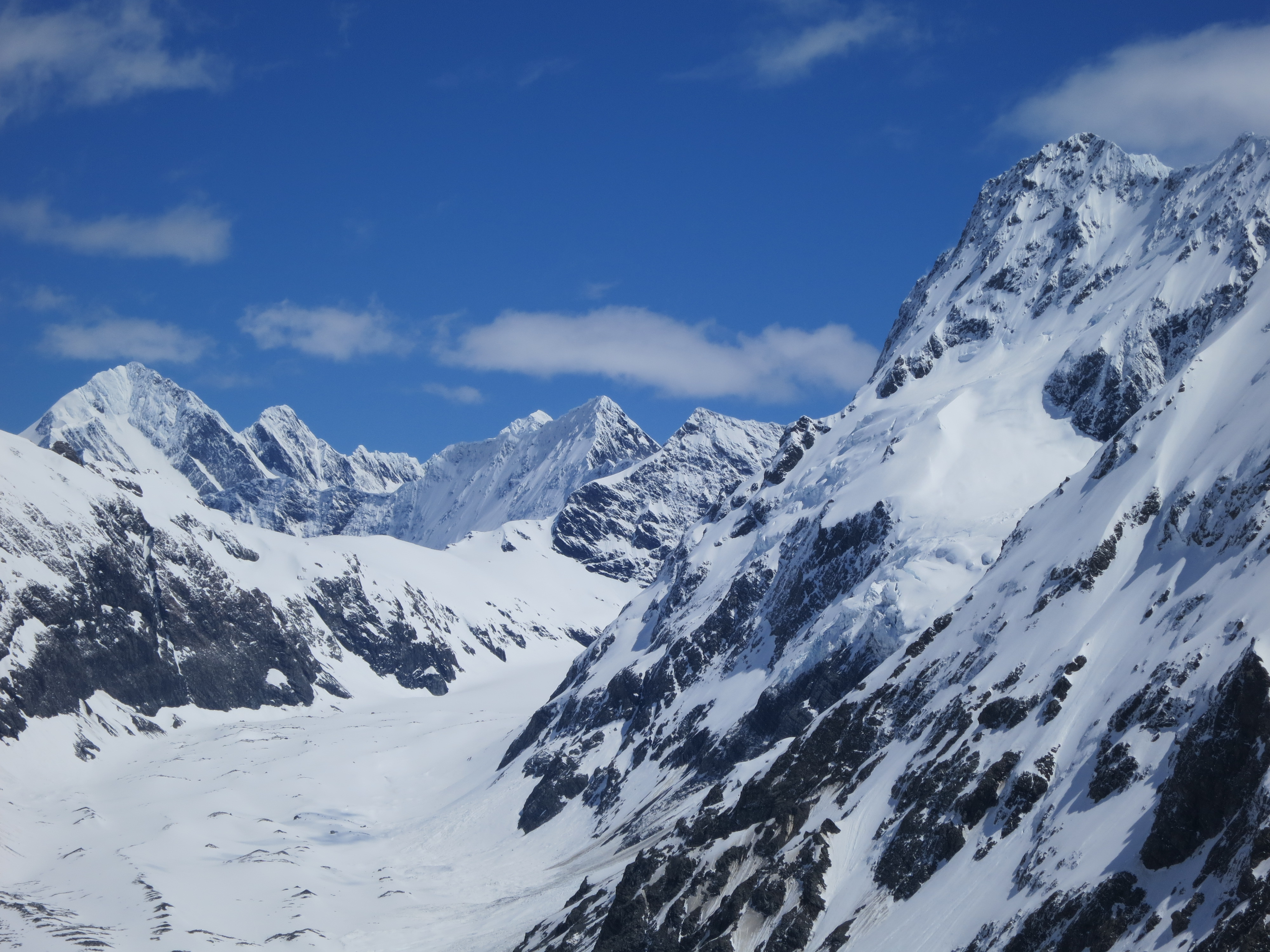

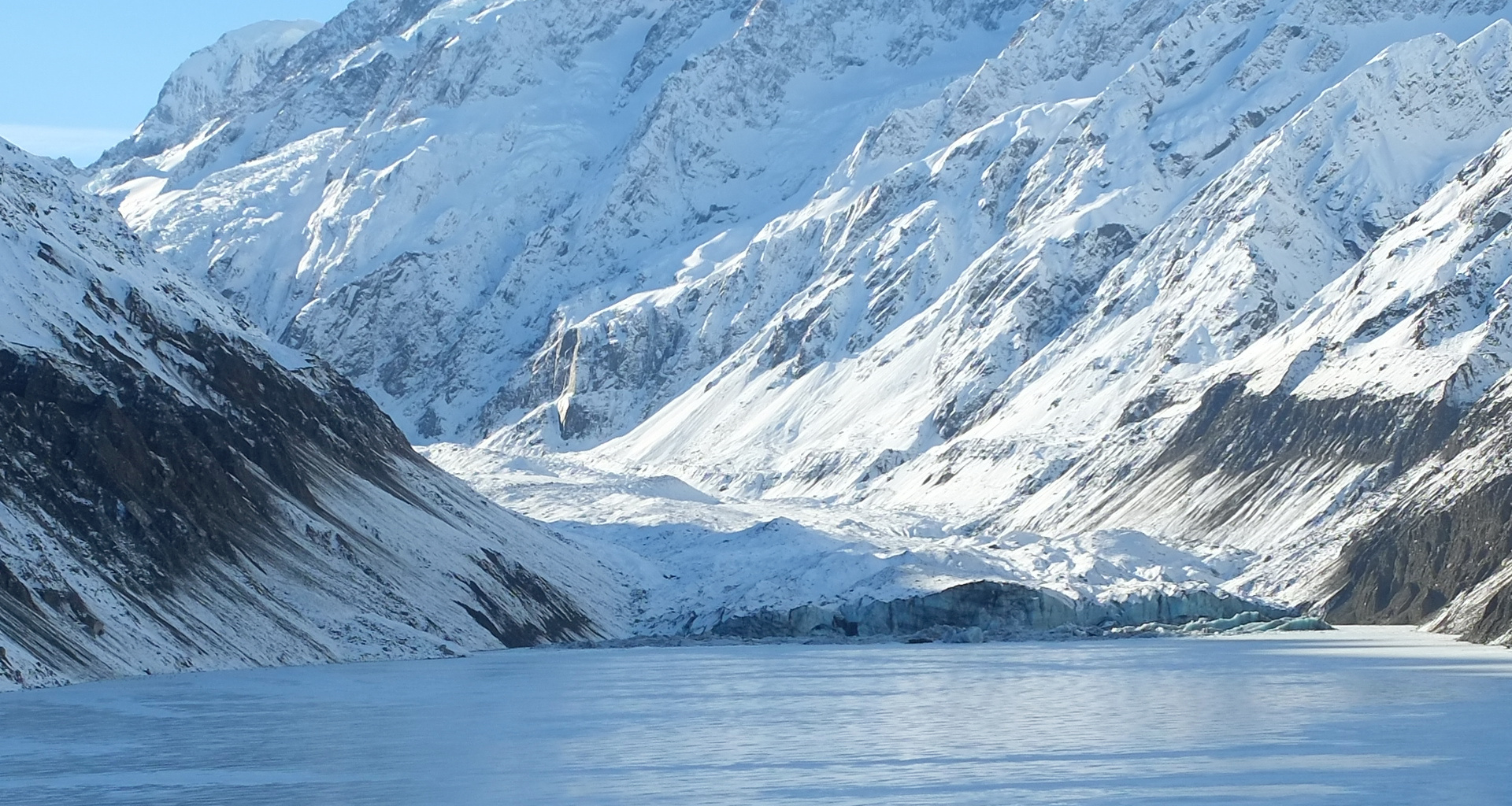

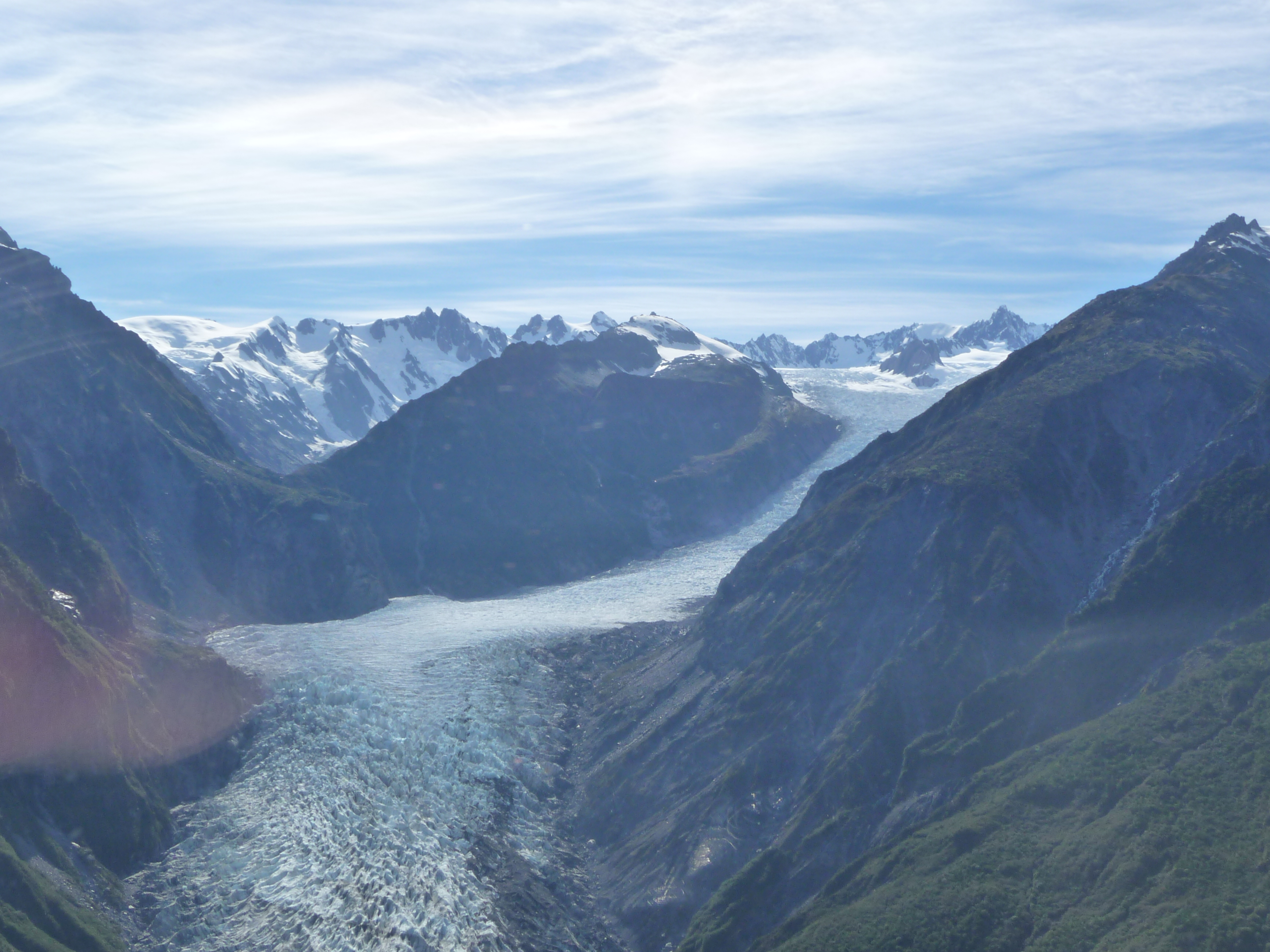

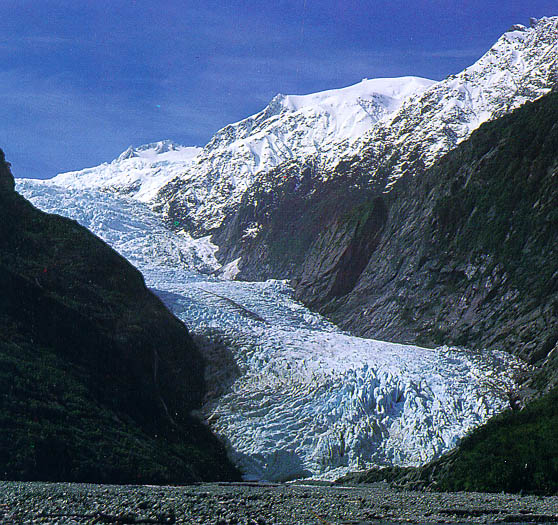

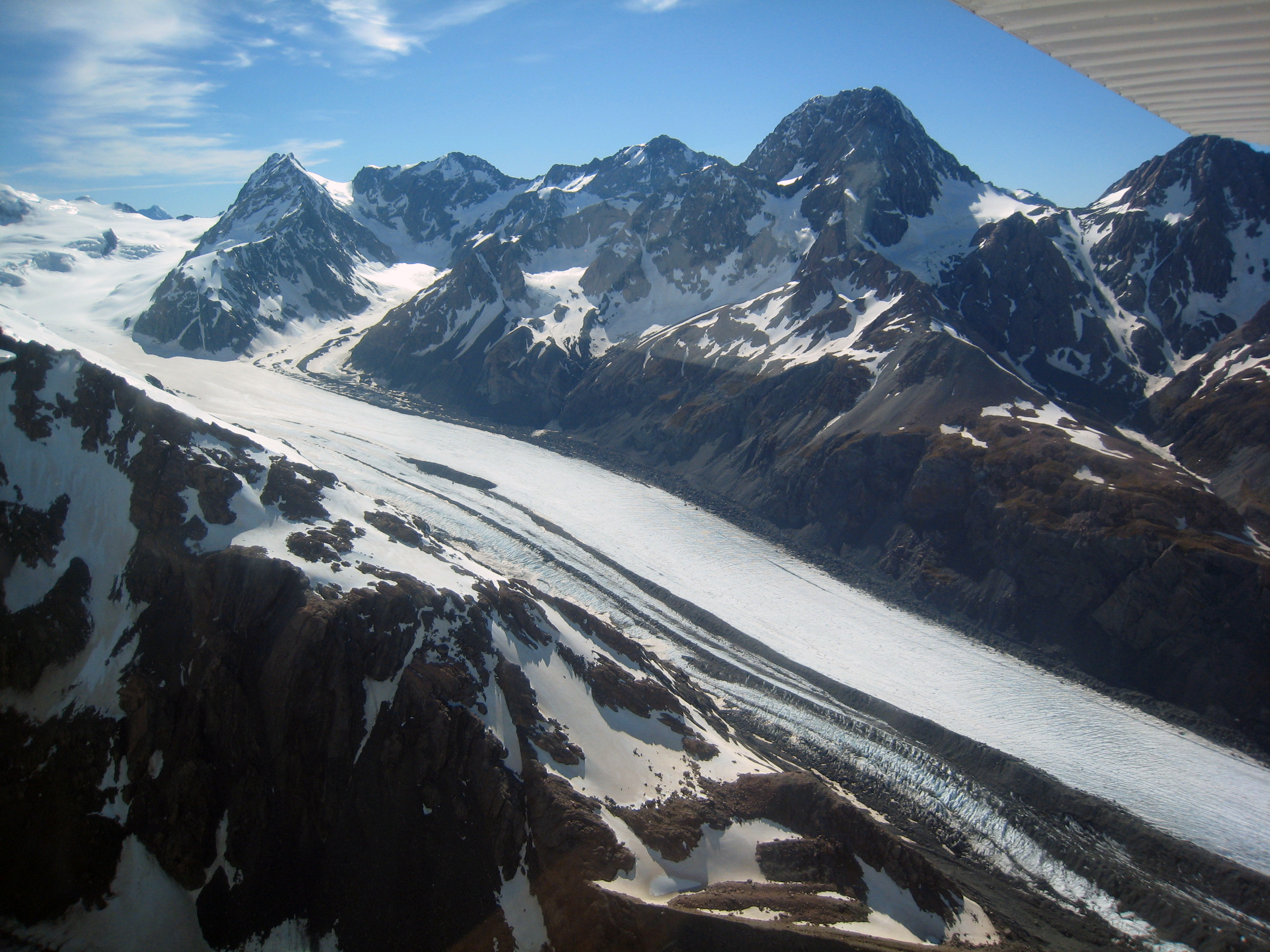

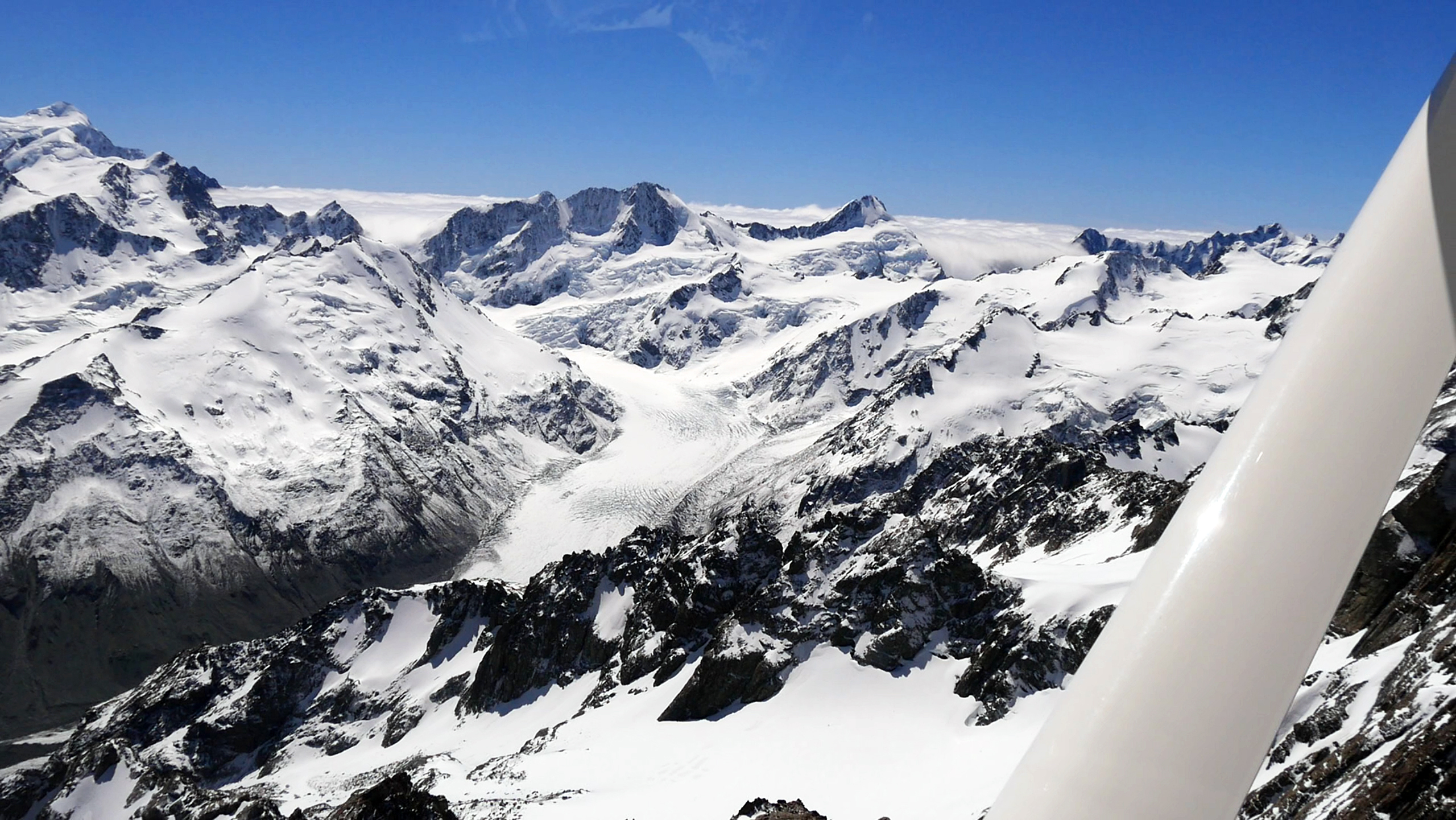

## Tourismus
Die Region gilt als sehr naturbelassen, da sich der Tourismus in Grenzen hält. Dennoch sind die Neuseeländischen Alpen der Hauptanziehungspunkt für den Wintersport auf Neuseeland und beherbergen etwa die Skigebiete Coronet Peak und Mount Hutt.

## Nationalparks
In den Neuseeländischen Alpen sind die Nationalparks Westland National Park, Mount Aspiring National Park, Mount Cook National Park und Arthur’s-Pass-Nationalpark zu finden.

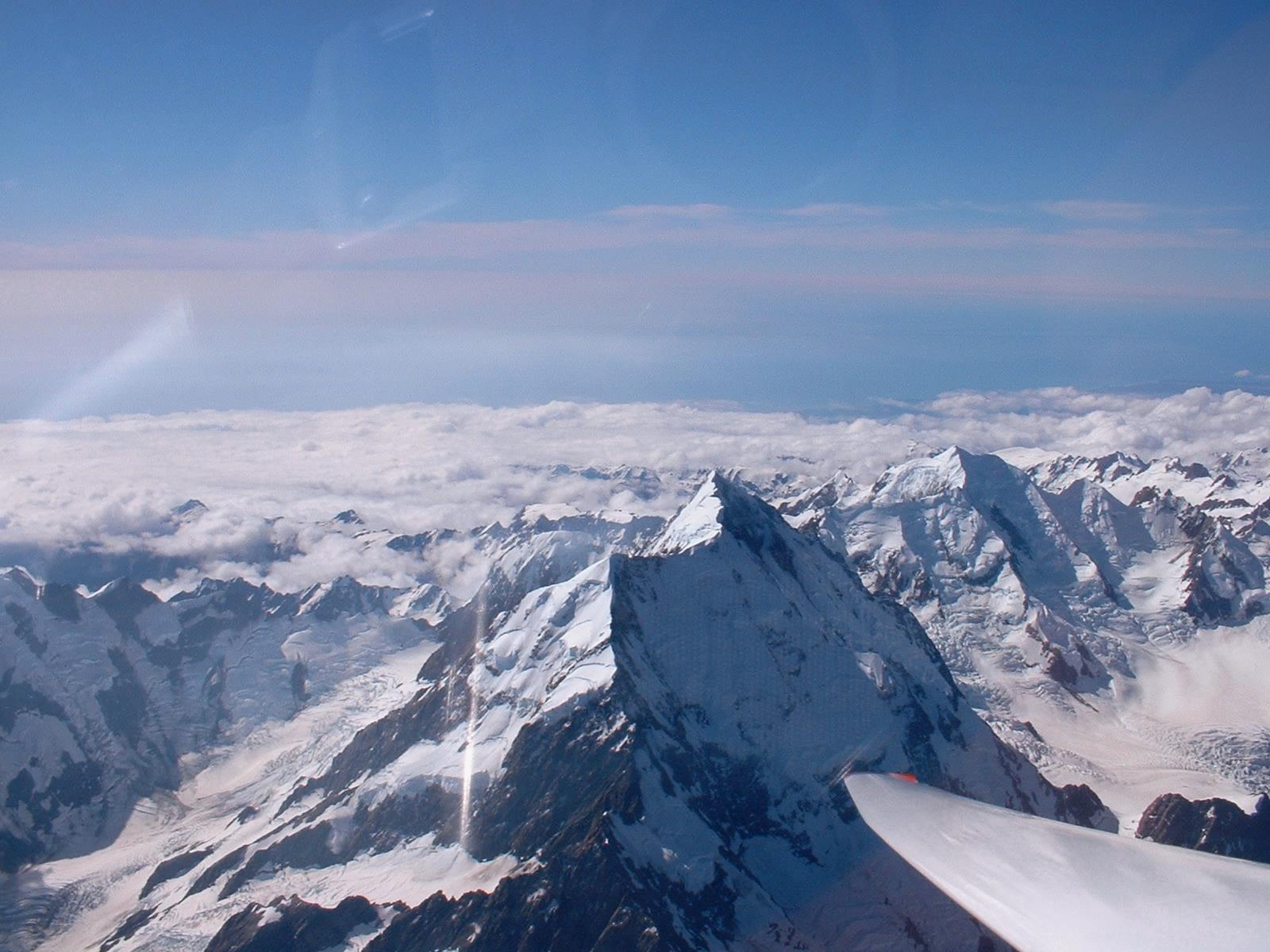
Der Aoraki/Mount Cook aus etwa 4.000 Metern Höhe gesehen